# Vikna kommun
Vikna kommun (norska: Vikna kommune) var en kommun i Trøndelag fylke i Norge, vilken bestod av över 6 000 öar och holmar. De flesta är numer obebodda. De största öarna är: Indre Vikna (med kommuncentrum Rørvik), Mellomvikna och Ytre Vikna (den yttersta ön).
Vikna var före detta Nord-Trøndelag fylkes största fiskekommun. Här bodde folk i flera fiskelägen redan på 1400–1500-talen. Under 1800-talet, med god tillgång på fisk, flyttade många hit och under perioden 1876–1891 ökade befolkningen med över 41 %. Under 1900-talet har människor på de mindre öarna flyttat in till Rørvik.
Vikna kommun upphörde 31 december 2019 då den tillsammans med huvuddelen av Nærøy kommun bildade den nya Nærøysunds kommun.